# Peltoperlopsis mindanensis
Peltoperlopsis mindanensis är en bäcksländeart som först beskrevs av Banks 1924.  Peltoperlopsis mindanensis ingår i släktet Peltoperlopsis och familjen Peltoperlidae. Inga underarter finns listade i Catalogue of Life.